# DM i landevejscykling 2021 – Linjeløb (herrer)
Herrernes linjeløb ved DM i landevejscykling 2021 blev afholdt søndag den 20. juni i Give, Vejle Kommune. Linjeløbet foregik over 227,1 km med 1947 højdemeter, hvor en stor del af ruten blev kørt i Vejle Ådal. Løbet blev afsluttet i Give med 8 omgange á 9,7 km.
Løbet blev vundet af Mads Würtz Schmidt fra Israel Start-Up Nation. Frederik Wandahl (Bora-Hansgrohe) og Mathias Norsgaard (Movistar Team) tog sig af de resterende podiepladser.

## Resultat
| \| Samlede stilling \| Samlede stilling \| Samlede stilling \| Samlede stilling \| Samlede stilling \| \| Rytter \| Rytter \| Hold \| Tid \| \| \| ---------------- \| ------------------------ \| ---------------------- \| ---------------- \| ---------------- \| \| 1. \| Mads Würtz Schmidt \| Israel Start-Up Nation \| 5t 27' 50" \| \| \| 2. \| Frederik Wandahl \| Bora-Hansgrohe \| + 0" \| \| \| 3. \| Mathias Norsgaard \| Movistar Team \| + 0" \| \| \| 4. \| Michael Valgren \| EF Education-Nippo \| + 2" \| \| \| 5. \| Mikkel Honoré \| Deceuninck-Quick Step \| + 2" \| \| \| 6. \| Sebastian Kolze Changizi \| ColoQuick \| + 23" \| \| \| 7. \| Casper Pedersen \| Team DSM \| + 23" \| \| \| 8. \| Nils Lau Nyborg Broge \| BHS-PL Beton Bornholm \| + 23" \| \| \| 9. \| Tobias Kongstad \| Riwal Cycling Team \| + 23" \| \| \| 10. \| Mattias Skjelmose \| Trek-Segafredo \| + 23" \| \| \| 11. \| Andreas Kron \| Lotto-Soudal \| + 23" \| \| \| 12. \| Mikkel Bjerg \| UAE Team Emirates \| + 23" \| \| \| 13. \| Mathias Bregnhøj \| BHS-PL Beton Bornholm \| + 28" \| \| \| 14. \| Mads Andersen \| ColoQuick \| + 36" \| \| \| 15. \| Magnus Cort \| EF Education-Nippo \| + 2' 47" \| \| \| 16. \| Magnus Bak Klaris \| CO:PLAY-Giant \| + 2' 47" \| \| \| 17. \| Emil Vinjebo \| Qhubeka Assos \| + 2' 52" \| \| \| 18. \| Michael Mørkøv \| Deceuninck-Quick Step \| + 2' 58" \| \| \| 19. \| William Blume Levy \| ColoQuick \| + 3' 30" \| \| \| 20. \| Jesper Hansen \| Riwal Cycling Team \| + 3' 30" \| \| |                          |                        |            |
| |                          |                        |            |
| Kilder: ProCyclingStats Cycling Quotient |                          |                        |            |
| Samlede stilling |                          |                        |            |
| Rytter | Rytter                   | Hold                   | Tid        |
| 1. | Mads Würtz Schmidt       | Israel Start-Up Nation | 5t 27' 50" |
| 2. | Frederik Wandahl         | Bora-Hansgrohe         | + 0"       |
| 3. | Mathias Norsgaard        | Movistar Team          | + 0"       |
| 4. | Michael Valgren          | EF Education-Nippo     | + 2"       |
| 5. | Mikkel Honoré            | Deceuninck-Quick Step  | + 2"       |
| 6. | Sebastian Kolze Changizi | ColoQuick              | + 23"      |
| 7. | Casper Pedersen          | Team DSM               | + 23"      |
| 8. | Nils Lau Nyborg Broge    | BHS-PL Beton Bornholm  | + 23"      |
| 9. | Tobias Kongstad          | Riwal Cycling Team     | + 23"      |
| 10. | Mattias Skjelmose        | Trek-Segafredo         | + 23"      |
| 11. | Andreas Kron             | Lotto-Soudal           | + 23"      |
| 12. | Mikkel Bjerg             | UAE Team Emirates      | + 23"      |
| 13. | Mathias Bregnhøj         | BHS-PL Beton Bornholm  | + 28"      |
| 14. | Mads Andersen            | ColoQuick              | + 36"      |
| 15. | Magnus Cort              | EF Education-Nippo     | + 2' 47"   |
| 16. | Magnus Bak Klaris        | CO:PLAY-Giant          | + 2' 47"   |
| 17. | Emil Vinjebo             | Qhubeka Assos          | + 2' 52"   |
| 18. | Michael Mørkøv           | Deceuninck-Quick Step  | + 2' 58"   |
| 19. | William Blume Levy       | ColoQuick              | + 3' 30"   |
| 20. | Jesper Hansen            | Riwal Cycling Team     | + 3' 30"   |

## Hold og ryttere
155 ryttere stillede til start fra 38 hold af forskellige størrelser. 21 ud af de 25 UCI World Tour-ryttere stillede til start.
| UCI WorldTeams (11)- Astana-Premier Tech - Bora-Hansgrohe - Deceuninck-Quick Step - EF Education-Nippo - Israel Start-Up Nation - Lotto Soudal - Movistar Team - Qhubeka Assos - Team DSM - Trek-Segafredo - UAE Team Emirates UCI ProTeam- Uno-X Pro Cycling Team UCI Kontinentalhold (7)- BHS-PL Beton Bornholm - ColoQuick - Coop - Development Team DSM - Restaurant Suri-Carl Ras - Riwal - Uno-X DARE Development Team DCU Elite Teams (8)- Bache-JS.dk - CO:PLAY-Giant - Herning CK Elite - IBT-BH Carl Ras - O.B. Wiik-Dan Stillads - Give Elementer - Kvickly Odder Elite - Sparekassen Vendsyssel Aalborg Amatørcykelhold (5)- Antiga Casa Bellsolà-Girona - C.D. Seven Pro Cycling - CT Dakwerken Eddy Stroobant - Urbano Cycling Team - Holdsworth Zappi RT Regional- og klubhold (6)- Cykling Odense - Frederiksberg Bane- og Landevejsklub - Køge Cykel Ring - Ordrup Cycle Club - Team ABC Elite - Velo Club Mendrisio |
| |

### Startliste
| Deceuninck-Quick Step DQT | Deceuninck-Quick Step DQT | Deceuninck-Quick Step DQT |
| ------------------------- | ------------------------- | ------------------------- |
| Nr.                       | Rytter                    | Placering                 |
| 1                         | Kasper Asgreen (DEN)      | 37.                       |
| 2                         | Michael Mørkøv (DEN)      | 18.                       |
| 3                         | Mikkel Honoré (DEN)       | 5.                        |

| Lotto-Soudal LTS | Lotto-Soudal LTS   | Lotto-Soudal LTS |
| ---------------- | ------------------ | ---------------- |
| Nr.              | Rytter             | Placering        |
| 4                | Andreas Kron (DEN) | 11.              |

| Astana-Premier Tech APT | Astana-Premier Tech APT | Astana-Premier Tech APT |
| ----------------------- | ----------------------- | ----------------------- |
| Nr.                     | Rytter                  | Placering               |
| 5                       | Jonas Gregaard (DEN)    | 34.                     |
| 6                       | Jakob Fuglsang (DEN)    | 36.                     |

| Movistar Team MOV | Movistar Team MOV       | Movistar Team MOV |
| ----------------- | ----------------------- | ----------------- |
| Nr.               | Rytter                  | Placering         |
| 7                 | Mathias Norsgaard (DEN) | 3.                |

| Team BikeExchange BEX | Team BikeExchange BEX         | Team BikeExchange BEX |
| --------------------- | ----------------------------- | --------------------- |
| Nr.                   | Rytter                        | Placering             |
| 8                     | Christopher Juul-Jensen (DEN) | DNS                   |

| Bora-Hansgrohe BOH | Bora-Hansgrohe BOH     | Bora-Hansgrohe BOH |
| ------------------ | ---------------------- | ------------------ |
| Nr.                | Rytter                 | Placering          |
| 9                  | Frederik Wandahl (DEN) | 2.                 |

| Development Team DSM DDS | Development Team DSM DDS   | Development Team DSM DDS |
| ------------------------ | -------------------------- | ------------------------ |
| Nr.                      | Rytter                     | Placering                |
| 10                       | Tobias Lund Andresen (DEN) | DNF                      |

| EF Education-Nippo EFN | EF Education-Nippo EFN | EF Education-Nippo EFN |
| ---------------------- | ---------------------- | ---------------------- |
| Nr.                    | Rytter                 | Placering              |
| 11                     | Michael Valgren (DEN)  | 4.                     |
| 12                     | Magnus Cort (DEN)      | 15.                    |

| Israel Start-Up Nation ISN | Israel Start-Up Nation ISN | Israel Start-Up Nation ISN |
| -------------------------- | -------------------------- | -------------------------- |
| Nr.                        | Rytter                     | Placering                  |
| 13                         | Mads Würtz Schmidt (DEN)   | 1.                         |

| Team DSM DSM | Team DSM DSM               | Team DSM DSM |
| ------------ | -------------------------- | ------------ |
| Nr.          | Rytter                     | Placering    |
| 14           | Casper Pedersen (DEN)      | 7.           |
| 15           | Søren Kragh Andersen (DEN) | 28.          |

| Qhubeka Assos TQA | Qhubeka Assos TQA     | Qhubeka Assos TQA |
| ----------------- | --------------------- | ----------------- |
| Nr.               | Rytter                | Placering         |
| 16                | Andreas Stokbro (DEN) | 24.               |
| 17                | Emil Vinjebo (DEN)    | 17.               |

| Trek-Segafredo TFS | Trek-Segafredo TFS      | Trek-Segafredo TFS |
| ------------------ | ----------------------- | ------------------ |
| Nr.                | Rytter                  | Placering          |
| 18                 | Niklas Eg (DEN)         | DNF                |
| 19                 | Alexander Kamp (DEN)    | DNF                |
| 20                 | Jakob Egholm (DEN)      | DNF                |
| 21                 | Mattias Skjelmose (DEN) | 10.                |
| 22                 | Mads Pedersen (DEN)     | 38.                |

| UAE Team Emirates UAD | UAE Team Emirates UAD | UAE Team Emirates UAD |
| --------------------- | --------------------- | --------------------- |
| Nr.                   | Rytter                | Placering             |
| 23                    | Mikkel Bjerg (DEN)    | 12.                   |

| BHS-PL Beton Bornholm BPC | BHS-PL Beton Bornholm BPC     | BHS-PL Beton Bornholm BPC |
| ------------------------- | ----------------------------- | ------------------------- |
| Nr.                       | Rytter                        | Placering                 |
| 24                        | Marcus Sander Hansen (DEN)    | 25.                       |
| 25                        | Mads Rahbek (DEN)             | DNF                       |
| 26                        | Joshua Gudnitz (DEN)          | 21.                       |
| 27                        | Martin Toft Madsen (DEN)      | DNF                       |
| 28                        | Adam Holm Jørgensen (DEN)     | DNF                       |
| 29                        | Nikolaj Mengel (DEN)          | DNF                       |
| 30                        | Emil Toudal (DEN)             | DNF                       |
| 31                        | Benjamin Hertz (DEN)          | DNF                       |
| 32                        | Nils Lau Nyborg Broge (DEN)   | 8.                        |
| 33                        | Mathias Bregnhøj (DEN)        | 13.                       |
| 34                        | Stian Rosenlund Richter (DEN) | DNF                       |
| 35                        | Emil Schandorff Iwersen (DEN) | DNF                       |
| 36                        | Frederik Irgens Jensen (DEN)  | 29.                       |

| ColoQuick TCQ | ColoQuick TCQ                    | ColoQuick TCQ |
| ------------- | -------------------------------- | ------------- |
| Nr.           | Rytter                           | Placering     |
| 37            | Aksel Bech Skot-Hansen (DEN)     | DNF           |
| 38            | Alexander Salby (DEN)            | 41.           |
| 39            | Jeppe Aaskov Pallesen (DEN)      | 32.           |
| 40            | Mads Østergaard Kristensen (DEN) | 31.           |
| 41            | Nicolai Brøchner (DEN)           | DNF           |
| 42            | Sebastian Kolze Changizi (DEN)   | 6.            |
| 43            | William Blume Levy (DEN)         | 19.           |
| 44            | Oliver Wulff Frederiksen (DEN)   | DNF           |
| 45            | Kasper Andersen (DEN)            | 26.           |
| 46            | Frederik Muff (DEN)              | DNF           |
| 47            | Christian Spang Kjeldsen (DEN)   | DNF           |
| 48            | Mads Andersen (DEN)              | 14.           |

| CO:PLAY-Giant ___ | CO:PLAY-Giant ___           | CO:PLAY-Giant ___ |
| ----------------- | --------------------------- | ----------------- |
| Nr.               | Rytter                      | Placering         |
| 49                | Benjamin Movang             | DNF               |
| 50                | Ludvig Anton Wacker         | DNF               |
| 51                | Andreas Lund Andresen       | DNF               |
| 52                | Daniel Stampe (DEN)         | 40.               |
| 53                | Daniel Lemvig Lond          | DNF               |
| 54                | Jeppe Hanssing (DEN)        | DNF               |
| 55                | Kasper Viberg Søgaard (DEN) | DNF               |
| 56                | Kristian Broløs Damgaard    | DNF               |
| 57                | Magnus Henneberg            | DNF               |
| 58                | Magnus Bak Klaris (DEN)     | 16.               |
| 59                | Mathias Matz (DEN)          | DNF               |
| 60                | Mikkel Øritsland (DEN)      | DNF               |
| 61                | Rasmus Bøgh Wallin (DEN)    | DNF               |

| Herning CK Elite ___ | Herning CK Elite ___        | Herning CK Elite ___ |
| -------------------- | --------------------------- | -------------------- |
| Nr.                  | Rytter                      | Placering            |
| 62                   | Casper Kaysen               | DNF                  |
| 63                   | Jonas Nordal Jakobsen       | DNF                  |
| 64                   | Jannik Nedergaard Nielsen   | DNF                  |
| 65                   | Emil Vinther Schmidt        | DNF                  |
| 66                   | Mads Mosevang Pedersen      | DNF                  |
| 67                   | Marcus Holm                 | DNF                  |
| 68                   | Rasmus Byriel Iversen (DEN) | DNF                  |
| 69                   | Anders Foldager (DEN)       | DNF                  |
| 70                   | Carl Voldbjerg              | DNF                  |
| 71                   | Rasmus Madsen               | DNF                  |

| IBT-BH Carl Ras ___ | IBT-BH Carl Ras ___          | IBT-BH Carl Ras ___ |
| ------------------- | ---------------------------- | ------------------- |
| Nr.                 | Rytter                       | Placering           |
| 72                  | Matias Malmberg (DEN)        | DNF                 |
| 73                  | Frederik Erringsø            | DNF                 |
| 74                  | Sebastian Andreasson (DEN)   | DNF                 |
| 75                  | Frederik Thomsen             | DNF                 |
| 76                  | Thorolf Rønhede              | DNF                 |
| 77                  | Marckus Njor                 | DNF                 |
| 78                  | Nicholas Thorøe-Hansen (DEN) | DNF                 |
| 79                  | Peter Visby                  | DNF                 |
| 80                  | Anders Fynbo                 | DNF                 |
| 81                  | Arne Birkemose               | DNF                 |

| Restaurant Suri-Carl Ras SCC | Restaurant Suri-Carl Ras SCC | Restaurant Suri-Carl Ras SCC |
| ---------------------------- | ---------------------------- | ---------------------------- |
| Nr.                          | Rytter                       | Placering                    |
| 82                           | Mathias Larsen (DEN)         | 39.                          |
| 83                           | Markus Kramer                | DNF                          |
| 84                           | Julius Nowak Dalner          | DNF                          |
| 85                           | Peter Busk                   | DNF                          |
| 86                           | Christian Lindquist (DEN)    | 22.                          |
| 87                           | Malthe Thyssen               | DNF                          |
| 88                           | Sebastian Nielsen (DEN)      | DNF                          |
| 89                           | Nils Eigil Bradtberg         | DNF                          |
| 90                           | Rasmus Hestbek Lund          | DNF                          |

| Bache-JS.dk ___ | Bache-JS.dk ___       | Bache-JS.dk ___ |
| --------------- | --------------------- | --------------- |
| Nr.             | Rytter                | Placering       |
| 91              | Jacob Gye Madsen      | DNF             |
| 92              | Ruben Zilas Larsen    | DNF             |
| 93              | Peter Skov Lauritzen  | DNF             |
| 94              | Jeppe Andreasen       | DNF             |
| 95              | Birk Udengaard Hansen | DNF             |
| 96              | Daniel Lyhne (DEN)    | DNF             |
| 97              | Oskar Hvid            | 43.             |
| 98              | Sebastian Petersen    | DNF             |
| 99              | Jonas Perto           | DNF             |

| Uno-X Pro Cycling Team UXT | Uno-X Pro Cycling Team UXT  | Uno-X Pro Cycling Team UXT |
| -------------------------- | --------------------------- | -------------------------- |
| Nr.                        | Rytter                      | Placering                  |
| 100                        | Morten Hulgaard (DEN)       | DNF                        |
| 101                        | Julius Johansen (DEN)       | DNF                        |
| 102                        | Johan Price-Pejtersen (DEN) | DNF                        |
| 103                        | Niklas Larsen (DEN)         | DNF                        |
| 104                        | Frederik Rodenberg (DEN)    | DNF                        |
| 105                        | Jacob Hindsgaul (DEN)       | DNF                        |

| Give Elementer ___ | Give Elementer ___         | Give Elementer ___ |
| ------------------ | -------------------------- | ------------------ |
| Nr.                | Rytter                     | Placering          |
| 106                | Daniel Guld                | DNF                |
| 107                | Jeppe Falk-Kristensen      | DNF                |
| 108                | Thomas Bilde               | DNF                |
| 109                | Gustav Frederik Dahl (DEN) | DNF                |
| 110                | Daniel Eriksen             | DNF                |
| 111                | Jeppe Tolbøll              | DNF                |
| 112                | Anders Bruun               | DNF                |

| Riwal Cycling Team RIW | Riwal Cycling Team RIW | Riwal Cycling Team RIW |
| ---------------------- | ---------------------- | ---------------------- |
| Nr.                    | Rytter                 | Placering              |
| 113                    | Rasmus Quaade (DEN)    | DNF                    |
| 114                    | Jesper Schultz (DEN)   | 30.                    |
| 115                    | Jesper Hansen (DEN)    | 20.                    |
| 116                    | Tobias Kongstad (DEN)  | 9.                     |
| 117                    | Morten Nørtoft (DEN)   | 23.                    |

| Team Sparekassen Vendsyssel Aalborg ___ | Team Sparekassen Vendsyssel Aalborg ___ | Team Sparekassen Vendsyssel Aalborg ___ |
| --------------------------------------- | --------------------------------------- | --------------------------------------- |
| Nr.                                     | Rytter                                  | Placering                               |
| 118                                     | Morten Gadgaard (DEN)                   | DNF                                     |
| 119                                     | Sebastian Ryttersgaard (DEN)            | DNF                                     |
| 120                                     | Johannes Rom Dahl                       | DNF                                     |
| 121                                     | Thomas Koldkjær Decker                  | DNF                                     |
| 122                                     | Søren Vosgerau (DEN)                    | DNF                                     |
| 123                                     | Dennis Lock (DEN)                       | 42.                                     |

| Uno-X DARE Development UDT | Uno-X DARE Development UDT  | Uno-X DARE Development UDT |
| -------------------------- | --------------------------- | -------------------------- |
| Nr.                        | Rytter                      | Placering                  |
| 124                        | Tobias Aagaard Hansen (DEN) | DNF                        |
| 125                        | Anthon Charmig (DEN)        | DNF                        |
| 126                        | Robin Juel Skivild (DEN)    | 35.                        |

| Velo Club Mendrisio ___ | Velo Club Mendrisio ___ | Velo Club Mendrisio ___ |
| ----------------------- | ----------------------- | ----------------------- |
| Nr.                     | Rytter                  | Placering               |
| 127                     | Oliver Knudsen (DEN)    | 33.                     |
| 128                     | Asbjørn Hellemose (DEN) | DNF                     |

| Team Kvickly Odder Elite ___ | Team Kvickly Odder Elite ___ | Team Kvickly Odder Elite ___ |
| ---------------------------- | ---------------------------- | ---------------------------- |
| Nr.                          | Rytter                       | Placering                    |
| 129                          | Lasse Mikkelsen              | DNF                          |
| 130                          | Stefan Ryom                  | DNF                          |

| Cykling Odense ___ | Cykling Odense ___ | Cykling Odense ___ |
| ------------------ | ------------------ | ------------------ |
| Nr.                | Rytter             | Placering          |
| 131                | Simon Bak (DEN)    | DNF                |
| 132                | William Wisholm    | DNF                |
| 133                | Ian Millennium     | DNF                |

| C.D. Seven Pro Cycling ___ | C.D. Seven Pro Cycling ___ | C.D. Seven Pro Cycling ___ |
| -------------------------- | -------------------------- | -------------------------- |
| Nr.                        | Rytter                     | Placering                  |
| 134                        | Mads Lundh                 | DNF                        |

| Antiga Casa Bellsolà-Girona ___ | Antiga Casa Bellsolà-Girona ___ | Antiga Casa Bellsolà-Girona ___ |
| ------------------------------- | ------------------------------- | ------------------------------- |
| Nr.                             | Rytter                          | Placering                       |
| 135                             | Christian Gorm Albrechtsen      | DNF                             |

| Team ABC Elite ___ | Team ABC Elite ___         | Team ABC Elite ___ |
| ------------------ | -------------------------- | ------------------ |
| Nr.                | Rytter                     | Placering          |
| 136                | Nicklas Jacobsen Nissen    | DNF                |
| 137                | Peter Sørensen             | DNF                |
| 138                | Victor Grue Enggaard (DEN) | DNF                |

| Køge Cykel Ring ___ | Køge Cykel Ring ___ | Køge Cykel Ring ___ |
| ------------------- | ------------------- | ------------------- |
| Nr.                 | Rytter              | Placering           |
| 139                 | Martin Szokody      | DNF                 |
| 140                 | Mattias Nordal      | DNF                 |

| Ordrup Cycle Club ___ | Ordrup Cycle Club ___ | Ordrup Cycle Club ___ |
| --------------------- | --------------------- | --------------------- |
| Nr.                   | Rytter                | Placering             |
| 141                   | Nicolaj Amping        | DNF                   |

| Team Coop TCO | Team Coop TCO        | Team Coop TCO |
| ------------- | -------------------- | ------------- |
| Nr.           | Rytter               | Placering     |
| 142           | Louis Bendixen (DEN) | 27.           |

| CT Dakwerken Eddy Stroobant ___ | CT Dakwerken Eddy Stroobant ___ | CT Dakwerken Eddy Stroobant ___ |
| ------------------------------- | ------------------------------- | ------------------------------- |
| Nr.                             | Rytter                          | Placering                       |
| 143                             | Thomas Brayan-Lund              | DNF                             |

| Urbano Cycling Team ___ | Urbano Cycling Team ___    | Urbano Cycling Team ___ |
| ----------------------- | -------------------------- | ----------------------- |
| Nr.                     | Rytter                     | Placering               |
| 144                     | Andreas Aidel Brixen (DEN) | DNF                     |

| Holdsworth Zappi RT ___ | Holdsworth Zappi RT ___ | Holdsworth Zappi RT ___ |
| ----------------------- | ----------------------- | ----------------------- |
| Nr.                     | Rytter                  | Placering               |
| 145                     | Christian Bahr          | DNF                     |

| Frederiksberg Bane- og Landevejsklub ___ | Frederiksberg Bane- og Landevejsklub ___ | Frederiksberg Bane- og Landevejsklub ___ |
| ---------------------------------------- | ---------------------------------------- | ---------------------------------------- |
| Nr.                                      | Rytter                                   | Placering                                |
| 146                                      | Simon Jacob Svensson                     | DNF                                      |

| O.B. Wiik-Dan Stillads ___ | O.B. Wiik-Dan Stillads ___             | O.B. Wiik-Dan Stillads ___ |
| -------------------------- | -------------------------------------- | -------------------------- |
| Nr.                        | Rytter                                 | Placering                  |
| 147                        | Frederik Uhre                          | DNF                        |
| 148                        | Jannik Ljungdahl                       | DNF                        |
| 149                        | Joakim Mikkel Svensson                 | DNF                        |
| 150                        | Kasper Due Kaspersen                   | DNF                        |
| 151                        | Luis Carl Jørgensen                    | DNF                        |
| 152                        | Mads Schelde Berg (DEN)                | DNF                        |
| 153                        | Mads Søgaard Mondrup                   | DNF                        |
| 154                        | Nicklas Lilleskov Falk Rasmussen (DEN) | DNF                        |
| 155                        | Peter Haslund (DEN)                    | DNF                        |
| 156                        | Rasmus Søjberg Pedersen (DEN)          | DNF                        |

| Deceuninck-Quick Step DQT | Deceuninck-Quick Step DQT | Deceuninck-Quick Step DQT |
| ------------------------- | ------------------------- | ------------------------- |
| Nr.                       | Rytter                    | Placering                 |
| 1                         | Kasper Asgreen (DEN)      | 37.                       |
| 2                         | Michael Mørkøv (DEN)      | 18.                       |
| 3                         | Mikkel Honoré (DEN)       | 5.                        |

| Lotto-Soudal LTS | Lotto-Soudal LTS   | Lotto-Soudal LTS |
| ---------------- | ------------------ | ---------------- |
| Nr.              | Rytter             | Placering        |
| 4                | Andreas Kron (DEN) | 11.              |

| Astana-Premier Tech APT | Astana-Premier Tech APT | Astana-Premier Tech APT |
| ----------------------- | ----------------------- | ----------------------- |
| Nr.                     | Rytter                  | Placering               |
| 5                       | Jonas Gregaard (DEN)    | 34.                     |
| 6                       | Jakob Fuglsang (DEN)    | 36.                     |

| Movistar Team MOV | Movistar Team MOV       | Movistar Team MOV |
| ----------------- | ----------------------- | ----------------- |
| Nr.               | Rytter                  | Placering         |
| 7                 | Mathias Norsgaard (DEN) | 3.                |

| Team BikeExchange BEX | Team BikeExchange BEX         | Team BikeExchange BEX |
| --------------------- | ----------------------------- | --------------------- |
| Nr.                   | Rytter                        | Placering             |
| 8                     | Christopher Juul-Jensen (DEN) | DNS                   |

| Bora-Hansgrohe BOH | Bora-Hansgrohe BOH     | Bora-Hansgrohe BOH |
| ------------------ | ---------------------- | ------------------ |
| Nr.                | Rytter                 | Placering          |
| 9                  | Frederik Wandahl (DEN) | 2.                 |

| Development Team DSM DDS | Development Team DSM DDS   | Development Team DSM DDS |
| ------------------------ | -------------------------- | ------------------------ |
| Nr.                      | Rytter                     | Placering                |
| 10                       | Tobias Lund Andresen (DEN) | DNF                      |

| EF Education-Nippo EFN | EF Education-Nippo EFN | EF Education-Nippo EFN |
| ---------------------- | ---------------------- | ---------------------- |
| Nr.                    | Rytter                 | Placering              |
| 11                     | Michael Valgren (DEN)  | 4.                     |
| 12                     | Magnus Cort (DEN)      | 15.                    |

| Israel Start-Up Nation ISN | Israel Start-Up Nation ISN | Israel Start-Up Nation ISN |
| -------------------------- | -------------------------- | -------------------------- |
| Nr.                        | Rytter                     | Placering                  |
| 13                         | Mads Würtz Schmidt (DEN)   | 1.                         |

| Team DSM DSM | Team DSM DSM               | Team DSM DSM |
| ------------ | -------------------------- | ------------ |
| Nr.          | Rytter                     | Placering    |
| 14           | Casper Pedersen (DEN)      | 7.           |
| 15           | Søren Kragh Andersen (DEN) | 28.          |

| Qhubeka Assos TQA | Qhubeka Assos TQA     | Qhubeka Assos TQA |
| ----------------- | --------------------- | ----------------- |
| Nr.               | Rytter                | Placering         |
| 16                | Andreas Stokbro (DEN) | 24.               |
| 17                | Emil Vinjebo (DEN)    | 17.               |

| Trek-Segafredo TFS | Trek-Segafredo TFS      | Trek-Segafredo TFS |
| ------------------ | ----------------------- | ------------------ |
| Nr.                | Rytter                  | Placering          |
| 18                 | Niklas Eg (DEN)         | DNF                |
| 19                 | Alexander Kamp (DEN)    | DNF                |
| 20                 | Jakob Egholm (DEN)      | DNF                |
| 21                 | Mattias Skjelmose (DEN) | 10.                |
| 22                 | Mads Pedersen (DEN)     | 38.                |

| UAE Team Emirates UAD | UAE Team Emirates UAD | UAE Team Emirates UAD |
| --------------------- | --------------------- | --------------------- |
| Nr.                   | Rytter                | Placering             |
| 23                    | Mikkel Bjerg (DEN)    | 12.                   |

| BHS-PL Beton Bornholm BPC | BHS-PL Beton Bornholm BPC     | BHS-PL Beton Bornholm BPC |
| ------------------------- | ----------------------------- | ------------------------- |
| Nr.                       | Rytter                        | Placering                 |
| 24                        | Marcus Sander Hansen (DEN)    | 25.                       |
| 25                        | Mads Rahbek (DEN)             | DNF                       |
| 26                        | Joshua Gudnitz (DEN)          | 21.                       |
| 27                        | Martin Toft Madsen (DEN)      | DNF                       |
| 28                        | Adam Holm Jørgensen (DEN)     | DNF                       |
| 29                        | Nikolaj Mengel (DEN)          | DNF                       |
| 30                        | Emil Toudal (DEN)             | DNF                       |
| 31                        | Benjamin Hertz (DEN)          | DNF                       |
| 32                        | Nils Lau Nyborg Broge (DEN)   | 8.                        |
| 33                        | Mathias Bregnhøj (DEN)        | 13.                       |
| 34                        | Stian Rosenlund Richter (DEN) | DNF                       |
| 35                        | Emil Schandorff Iwersen (DEN) | DNF                       |
| 36                        | Frederik Irgens Jensen (DEN)  | 29.                       |

| ColoQuick TCQ | ColoQuick TCQ                    | ColoQuick TCQ |
| ------------- | -------------------------------- | ------------- |
| Nr.           | Rytter                           | Placering     |
| 37            | Aksel Bech Skot-Hansen (DEN)     | DNF           |
| 38            | Alexander Salby (DEN)            | 41.           |
| 39            | Jeppe Aaskov Pallesen (DEN)      | 32.           |
| 40            | Mads Østergaard Kristensen (DEN) | 31.           |
| 41            | Nicolai Brøchner (DEN)           | DNF           |
| 42            | Sebastian Kolze Changizi (DEN)   | 6.            |
| 43            | William Blume Levy (DEN)         | 19.           |
| 44            | Oliver Wulff Frederiksen (DEN)   | DNF           |
| 45            | Kasper Andersen (DEN)            | 26.           |
| 46            | Frederik Muff (DEN)              | DNF           |
| 47            | Christian Spang Kjeldsen (DEN)   | DNF           |
| 48            | Mads Andersen (DEN)              | 14.           |

| CO:PLAY-Giant ___ | CO:PLAY-Giant ___           | CO:PLAY-Giant ___ |
| ----------------- | --------------------------- | ----------------- |
| Nr.               | Rytter                      | Placering         |
| 49                | Benjamin Movang             | DNF               |
| 50                | Ludvig Anton Wacker         | DNF               |
| 51                | Andreas Lund Andresen       | DNF               |
| 52                | Daniel Stampe (DEN)         | 40.               |
| 53                | Daniel Lemvig Lond          | DNF               |
| 54                | Jeppe Hanssing (DEN)        | DNF               |
| 55                | Kasper Viberg Søgaard (DEN) | DNF               |
| 56                | Kristian Broløs Damgaard    | DNF               |
| 57                | Magnus Henneberg            | DNF               |
| 58                | Magnus Bak Klaris (DEN)     | 16.               |
| 59                | Mathias Matz (DEN)          | DNF               |
| 60                | Mikkel Øritsland (DEN)      | DNF               |
| 61                | Rasmus Bøgh Wallin (DEN)    | DNF               |

| Herning CK Elite ___ | Herning CK Elite ___        | Herning CK Elite ___ |
| -------------------- | --------------------------- | -------------------- |
| Nr.                  | Rytter                      | Placering            |
| 62                   | Casper Kaysen               | DNF                  |
| 63                   | Jonas Nordal Jakobsen       | DNF                  |
| 64                   | Jannik Nedergaard Nielsen   | DNF                  |
| 65                   | Emil Vinther Schmidt        | DNF                  |
| 66                   | Mads Mosevang Pedersen      | DNF                  |
| 67                   | Marcus Holm                 | DNF                  |
| 68                   | Rasmus Byriel Iversen (DEN) | DNF                  |
| 69                   | Anders Foldager (DEN)       | DNF                  |
| 70                   | Carl Voldbjerg              | DNF                  |
| 71                   | Rasmus Madsen               | DNF                  |

| IBT-BH Carl Ras ___ | IBT-BH Carl Ras ___          | IBT-BH Carl Ras ___ |
| ------------------- | ---------------------------- | ------------------- |
| Nr.                 | Rytter                       | Placering           |
| 72                  | Matias Malmberg (DEN)        | DNF                 |
| 73                  | Frederik Erringsø            | DNF                 |
| 74                  | Sebastian Andreasson (DEN)   | DNF                 |
| 75                  | Frederik Thomsen             | DNF                 |
| 76                  | Thorolf Rønhede              | DNF                 |
| 77                  | Marckus Njor                 | DNF                 |
| 78                  | Nicholas Thorøe-Hansen (DEN) | DNF                 |
| 79                  | Peter Visby                  | DNF                 |
| 80                  | Anders Fynbo                 | DNF                 |
| 81                  | Arne Birkemose               | DNF                 |

| Restaurant Suri-Carl Ras SCC | Restaurant Suri-Carl Ras SCC | Restaurant Suri-Carl Ras SCC |
| ---------------------------- | ---------------------------- | ---------------------------- |
| Nr.                          | Rytter                       | Placering                    |
| 82                           | Mathias Larsen (DEN)         | 39.                          |
| 83                           | Markus Kramer                | DNF                          |
| 84                           | Julius Nowak Dalner          | DNF                          |
| 85                           | Peter Busk                   | DNF                          |
| 86                           | Christian Lindquist (DEN)    | 22.                          |
| 87                           | Malthe Thyssen               | DNF                          |
| 88                           | Sebastian Nielsen (DEN)      | DNF                          |
| 89                           | Nils Eigil Bradtberg         | DNF                          |
| 90                           | Rasmus Hestbek Lund          | DNF                          |

| Bache-JS.dk ___ | Bache-JS.dk ___       | Bache-JS.dk ___ |
| --------------- | --------------------- | --------------- |
| Nr.             | Rytter                | Placering       |
| 91              | Jacob Gye Madsen      | DNF             |
| 92              | Ruben Zilas Larsen    | DNF             |
| 93              | Peter Skov Lauritzen  | DNF             |
| 94              | Jeppe Andreasen       | DNF             |
| 95              | Birk Udengaard Hansen | DNF             |
| 96              | Daniel Lyhne (DEN)    | DNF             |
| 97              | Oskar Hvid            | 43.             |
| 98              | Sebastian Petersen    | DNF             |
| 99              | Jonas Perto           | DNF             |

| Uno-X Pro Cycling Team UXT | Uno-X Pro Cycling Team UXT  | Uno-X Pro Cycling Team UXT |
| -------------------------- | --------------------------- | -------------------------- |
| Nr.                        | Rytter                      | Placering                  |
| 100                        | Morten Hulgaard (DEN)       | DNF                        |
| 101                        | Julius Johansen (DEN)       | DNF                        |
| 102                        | Johan Price-Pejtersen (DEN) | DNF                        |
| 103                        | Niklas Larsen (DEN)         | DNF                        |
| 104                        | Frederik Rodenberg (DEN)    | DNF                        |
| 105                        | Jacob Hindsgaul (DEN)       | DNF                        |

| Give Elementer ___ | Give Elementer ___         | Give Elementer ___ |
| ------------------ | -------------------------- | ------------------ |
| Nr.                | Rytter                     | Placering          |
| 106                | Daniel Guld                | DNF                |
| 107                | Jeppe Falk-Kristensen      | DNF                |
| 108                | Thomas Bilde               | DNF                |
| 109                | Gustav Frederik Dahl (DEN) | DNF                |
| 110                | Daniel Eriksen             | DNF                |
| 111                | Jeppe Tolbøll              | DNF                |
| 112                | Anders Bruun               | DNF                |

| Riwal Cycling Team RIW | Riwal Cycling Team RIW | Riwal Cycling Team RIW |
| ---------------------- | ---------------------- | ---------------------- |
| Nr.                    | Rytter                 | Placering              |
| 113                    | Rasmus Quaade (DEN)    | DNF                    |
| 114                    | Jesper Schultz (DEN)   | 30.                    |
| 115                    | Jesper Hansen (DEN)    | 20.                    |
| 116                    | Tobias Kongstad (DEN)  | 9.                     |
| 117                    | Morten Nørtoft (DEN)   | 23.                    |

| Team Sparekassen Vendsyssel Aalborg ___ | Team Sparekassen Vendsyssel Aalborg ___ | Team Sparekassen Vendsyssel Aalborg ___ |
| --------------------------------------- | --------------------------------------- | --------------------------------------- |
| Nr.                                     | Rytter                                  | Placering                               |
| 118                                     | Morten Gadgaard (DEN)                   | DNF                                     |
| 119                                     | Sebastian Ryttersgaard (DEN)            | DNF                                     |
| 120                                     | Johannes Rom Dahl                       | DNF                                     |
| 121                                     | Thomas Koldkjær Decker                  | DNF                                     |
| 122                                     | Søren Vosgerau (DEN)                    | DNF                                     |
| 123                                     | Dennis Lock (DEN)                       | 42.                                     |

| Uno-X DARE Development UDT | Uno-X DARE Development UDT  | Uno-X DARE Development UDT |
| -------------------------- | --------------------------- | -------------------------- |
| Nr.                        | Rytter                      | Placering                  |
| 124                        | Tobias Aagaard Hansen (DEN) | DNF                        |
| 125                        | Anthon Charmig (DEN)        | DNF                        |
| 126                        | Robin Juel Skivild (DEN)    | 35.                        |

| Velo Club Mendrisio ___ | Velo Club Mendrisio ___ | Velo Club Mendrisio ___ |
| ----------------------- | ----------------------- | ----------------------- |
| Nr.                     | Rytter                  | Placering               |
| 127                     | Oliver Knudsen (DEN)    | 33.                     |
| 128                     | Asbjørn Hellemose (DEN) | DNF                     |

| Team Kvickly Odder Elite ___ | Team Kvickly Odder Elite ___ | Team Kvickly Odder Elite ___ |
| ---------------------------- | ---------------------------- | ---------------------------- |
| Nr.                          | Rytter                       | Placering                    |
| 129                          | Lasse Mikkelsen              | DNF                          |
| 130                          | Stefan Ryom                  | DNF                          |

| Cykling Odense ___ | Cykling Odense ___ | Cykling Odense ___ |
| ------------------ | ------------------ | ------------------ |
| Nr.                | Rytter             | Placering          |
| 131                | Simon Bak (DEN)    | DNF                |
| 132                | William Wisholm    | DNF                |
| 133                | Ian Millennium     | DNF                |

| C.D. Seven Pro Cycling ___ | C.D. Seven Pro Cycling ___ | C.D. Seven Pro Cycling ___ |
| -------------------------- | -------------------------- | -------------------------- |
| Nr.                        | Rytter                     | Placering                  |
| 134                        | Mads Lundh                 | DNF                        |

| Antiga Casa Bellsolà-Girona ___ | Antiga Casa Bellsolà-Girona ___ | Antiga Casa Bellsolà-Girona ___ |
| ------------------------------- | ------------------------------- | ------------------------------- |
| Nr.                             | Rytter                          | Placering                       |
| 135                             | Christian Gorm Albrechtsen      | DNF                             |

| Team ABC Elite ___ | Team ABC Elite ___         | Team ABC Elite ___ |
| ------------------ | -------------------------- | ------------------ |
| Nr.                | Rytter                     | Placering          |
| 136                | Nicklas Jacobsen Nissen    | DNF                |
| 137                | Peter Sørensen             | DNF                |
| 138                | Victor Grue Enggaard (DEN) | DNF                |

| Køge Cykel Ring ___ | Køge Cykel Ring ___ | Køge Cykel Ring ___ |
| ------------------- | ------------------- | ------------------- |
| Nr.                 | Rytter              | Placering           |
| 139                 | Martin Szokody      | DNF                 |
| 140                 | Mattias Nordal      | DNF                 |

| Ordrup Cycle Club ___ | Ordrup Cycle Club ___ | Ordrup Cycle Club ___ |
| --------------------- | --------------------- | --------------------- |
| Nr.                   | Rytter                | Placering             |
| 141                   | Nicolaj Amping        | DNF                   |

| Team Coop TCO | Team Coop TCO        | Team Coop TCO |
| ------------- | -------------------- | ------------- |
| Nr.           | Rytter               | Placering     |
| 142           | Louis Bendixen (DEN) | 27.           |

| CT Dakwerken Eddy Stroobant ___ | CT Dakwerken Eddy Stroobant ___ | CT Dakwerken Eddy Stroobant ___ |
| ------------------------------- | ------------------------------- | ------------------------------- |
| Nr.                             | Rytter                          | Placering                       |
| 143                             | Thomas Brayan-Lund              | DNF                             |

| Urbano Cycling Team ___ | Urbano Cycling Team ___    | Urbano Cycling Team ___ |
| ----------------------- | -------------------------- | ----------------------- |
| Nr.                     | Rytter                     | Placering               |
| 144                     | Andreas Aidel Brixen (DEN) | DNF                     |

| Holdsworth Zappi RT ___ | Holdsworth Zappi RT ___ | Holdsworth Zappi RT ___ |
| ----------------------- | ----------------------- | ----------------------- |
| Nr.                     | Rytter                  | Placering               |
| 145                     | Christian Bahr          | DNF                     |

| Frederiksberg Bane- og Landevejsklub ___ | Frederiksberg Bane- og Landevejsklub ___ | Frederiksberg Bane- og Landevejsklub ___ |
| ---------------------------------------- | ---------------------------------------- | ---------------------------------------- |
| Nr.                                      | Rytter                                   | Placering                                |
| 146                                      | Simon Jacob Svensson                     | DNF                                      |

| O.B. Wiik-Dan Stillads ___ | O.B. Wiik-Dan Stillads ___             | O.B. Wiik-Dan Stillads ___ |
| -------------------------- | -------------------------------------- | -------------------------- |
| Nr.                        | Rytter                                 | Placering                  |
| 147                        | Frederik Uhre                          | DNF                        |
| 148                        | Jannik Ljungdahl                       | DNF                        |
| 149                        | Joakim Mikkel Svensson                 | DNF                        |
| 150                        | Kasper Due Kaspersen                   | DNF                        |
| 151                        | Luis Carl Jørgensen                    | DNF                        |
| 152                        | Mads Schelde Berg (DEN)                | DNF                        |
| 153                        | Mads Søgaard Mondrup                   | DNF                        |
| 154                        | Nicklas Lilleskov Falk Rasmussen (DEN) | DNF                        |
| 155                        | Peter Haslund (DEN)                    | DNF                        |
| 156                        | Rasmus Søjberg Pedersen (DEN)          | DNF                        |